# Internet

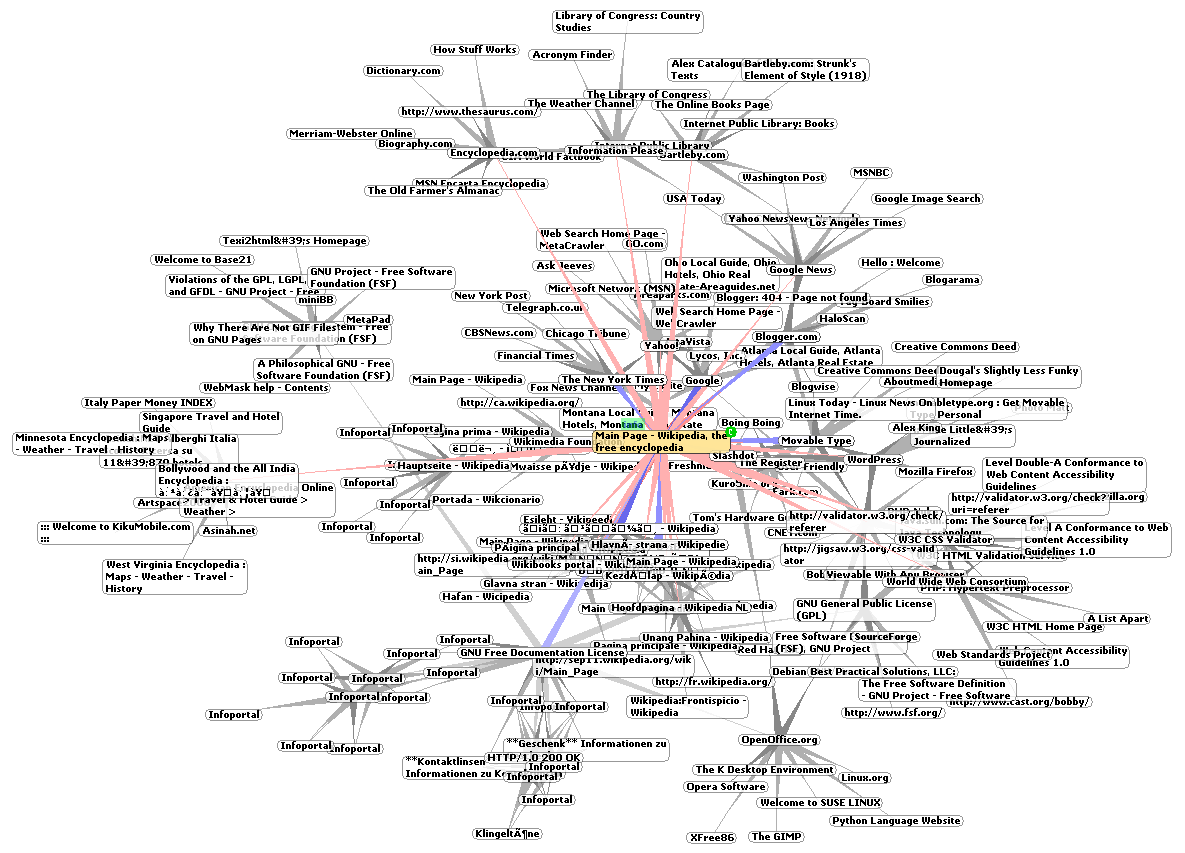
Hình vẽ một phần rất nhỏ của World Wide Web, bao gồm các siêu liên kết

Người dùng Internet trên 100 thành viên dân số và GDP bình quân đầu người cho các quốc gia được chọn.

Internet hay Mạng (phiên âm tiếng Việt: in-tơ-nét) là một hệ thống thông tin toàn cầu có thể được truy nhập công cộng gồm các mạng máy tính được liên kết với nhau. Hệ thống này truyền thông tin theo kiểu nối chuyển gói dữ liệu (packet switching) dựa trên một giao thức liên mạng đã được chuẩn hóa (giao thức IP). Hệ thống này bao gồm hàng ngàn mạng máy tính nhỏ hơn của các doanh nghiệp, của các viện nghiên cứu và các trường đại học, của người dùng cá nhân và các chính phủ trên toàn cầu, được liên kết bởi một loạt các công nghệ mạng điện tử, không dây và mạng quang. Internet mang theo một loạt các tài nguyên và dịch vụ thông tin, chẳng hạn như các tài liệu và ứng dụng siêu văn bản được liên kết với nhau của World Wide Web (WWW), thư điện tử, điện thoại và chia sẻ file.
Nguồn gốc của Internet bắt nguồn từ sự phát triển của chuyển mạch gói và nghiên cứu do Bộ Quốc phòng Hoa Kỳ ủy quyền thực hiện vào những năm 1960 để cho phép chia sẻ thời gian của máy tính. Mạng tiền thân chính, ARPANET, ban đầu đóng vai trò là xương sống để kết nối các mạng lưới học thuật và quân sự khu vực trong những năm 1970. Việc tài trợ cho Mạng lưới Quỹ Khoa học Quốc gia như một xương sống mới trong những năm 1980, cũng như tài trợ tư nhân cho các phần mở rộng thương mại khác, dẫn đến sự tham gia trên toàn thế giới trong việc phát triển các công nghệ mạng mới và sáp nhập nhiều mạng. Sự liên kết của các mạng thương mại và doanh nghiệp vào đầu những năm 1990 đã đánh dấu sự khởi đầu của quá trình chuyển đổi sang Internet hiện đại, và tạo ra sự tăng trưởng theo cấp số nhân khi các thế hệ máy tính cá nhân, cá nhân và di động được kết nối với mạng. Mặc dù Internet được sử dụng rộng rãi bởi các học viện trong những năm 1980, việc thương mại hóa Internet đã kết hợp các dịch vụ và công nghệ của nó vào hầu hết mọi khía cạnh của cuộc sống hiện đại.
Hầu hết các phương tiện truyền thông truyền thống, bao gồm điện thoại, đài phát thanh, truyền hình, thư giấy và báo chí được định hình lại, xác định lại hoặc thậm chí bỏ qua Internet, khai sinh các dịch vụ mới như email, VoIP, truyền hình Internet, âm nhạc trực tuyến, báo kỹ thuật số và các trang web truyền phát video. Báo, sách và xuất bản in khác đang thích ứng với công nghệ trang web hoặc được định hình lại thành blog, web feed và tổng hợp tin tức trực tuyến. Internet đã cho phép và tăng tốc các hình thức tương tác cá nhân mới thông qua tin nhắn tức thời, diễn đàn Internet và mạng xã hội. Mua sắm trực tuyến đã tăng theo cấp số nhân cho cả các nhà bán lẻ lớn và các doanh nghiệp nhỏ và doanh nhân, vì nó cho phép các công ty mở rộng sự hiện diện "gạch và vữa" của họ để phục vụ thị trường lớn hơn hoặc thậm chí bán hàng hóa và dịch vụ hoàn toàn trực tuyến. Các dịch vụ từ doanh nghiệp đến doanh nghiệp và tài chính trên Internet ảnh hưởng đến chuỗi cung ứng trên toàn bộ các ngành công nghiệp.
Internet không có tổ chức quản trị tập trung duy nhất nào trong việc thực hiện công nghệ hoặc chính sách cho truy cập và sử dụng; mỗi mạng cấu thành đặt chính sách riêng của mình. Các định nghĩa của hai không gian tên chính trong Internet, không gian địa chỉ Giao thức Internet (địa chỉ IP) và Hệ thống tên miền (DNS), được chỉ đạo bởi một tổ chức bảo trì, Tập đoàn Internet về Tên miền và số được gán (ICANN). Nền tảng kỹ thuật và tiêu chuẩn hóa các giao thức cốt lõi là một hoạt động của Lực lượng đặc nhiệm kỹ thuật Internet (IETF), một tổ chức phi lợi nhuận của những người tham gia quốc tế liên kết lỏng lẻo mà bất kỳ ai cũng có thể liên kết bằng cách đóng góp chuyên môn kỹ thuật. Vào tháng 11 năm 2006, Internet đã được đưa vào danh sách Bảy kỳ quan mới của USA Today.

## Thuật ngữ

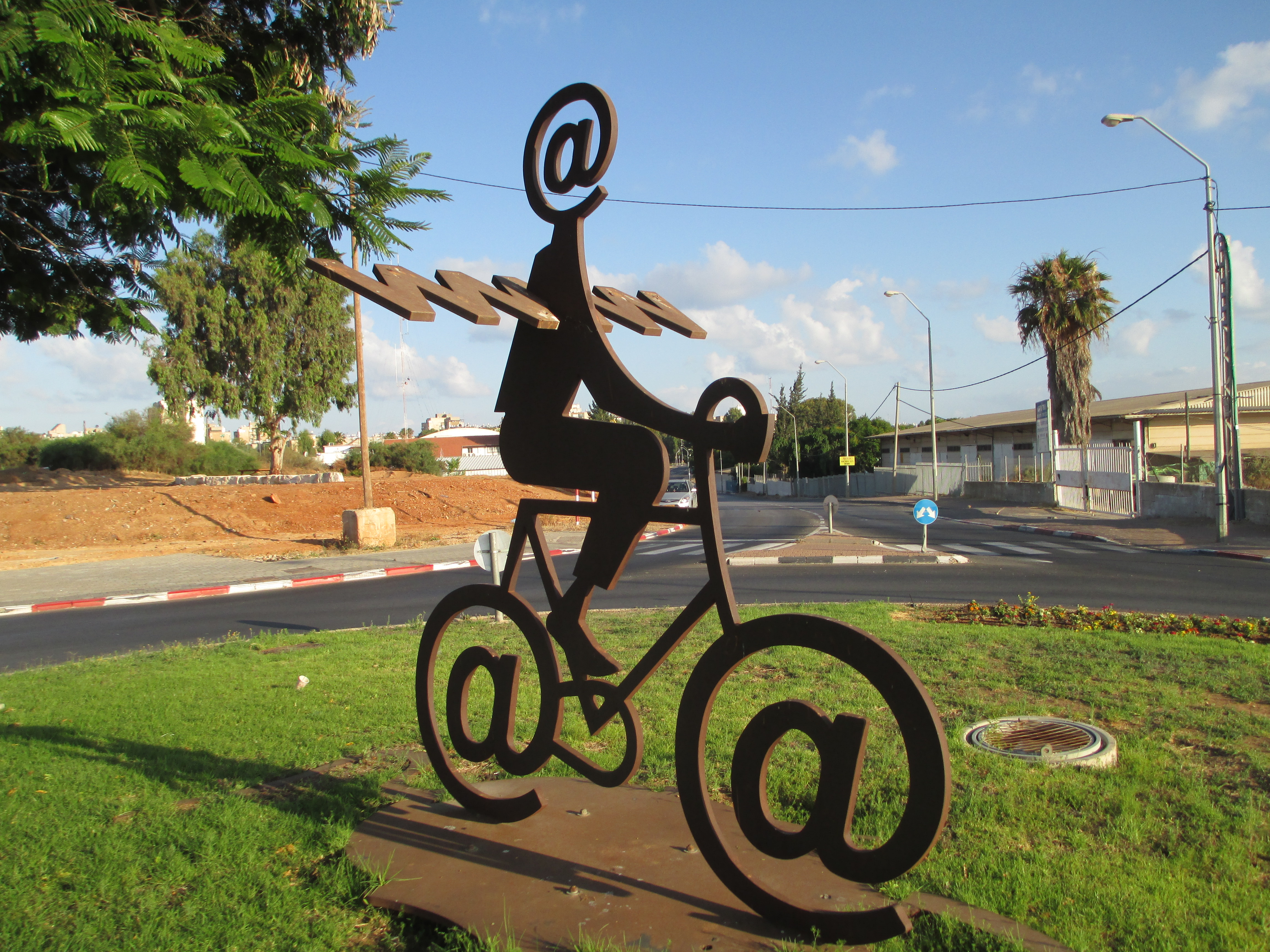
Internet Messenger - tác phẩm của Buky Schwartz, ở Holon, Israel

Mặc dù thuật ngữ Internet được sử dụng để tham khảo các hệ thống toàn cầu cụ thể của kết nối với nhau qua mạng dùng Internet Protocol (IP), từ này là một danh từ riêng theo quy định của Chicago Manual of Style  mà nên được viết với một chữ cái viết hoa. Trong sử dụng phổ biến và các phương tiện truyền thông, nó thường không được viết hoa, chẳng hạn internet. Một số hướng dẫn xác định rằng từ này nên được viết hoa khi được sử dụng như một danh từ, nhưng không được viết hoa khi được sử dụng như một tính từ. Internet cũng thường được gọi là Net, như một dạng viết tắt của mạng. Trong lịch sử, ngay từ năm 1849, từ internetted đã không được sử dụng như một tính từ, có nghĩa là liên kết với nhau hoặc đan xen  Các nhà thiết kế của các mạng máy tính ban đầu đã sử dụng internet như một danh từ và một động từ ở dạng tốc ký của mạng nội bộ hoặc mạng nội bộ, nghĩa là kết nối các mạng máy tính.
Các thuật ngữ Internet và World Wide Web thường được sử dụng thay thế cho nhau trong lời nói hàng ngày; Người ta thường nói về " truy cập Internet " khi sử dụng trình duyệt web để xem các trang web. Tuy nhiên, World Wide Web hoặc Web chỉ là một trong số lượng lớn các dịch vụ Internet. Web là tập hợp các tài liệu được kết nối với nhau (các trang web) và các tài nguyên web khác, được liên kết bởi các siêu liên kết và URL. Thuật ngữ interweb là một từ ghép của Internet và World Wide Web thường được sử dụng một cách mỉa mai để nhại một người sử dụng không thành thạo về mặt kỹ thuật.

## Lịch sử

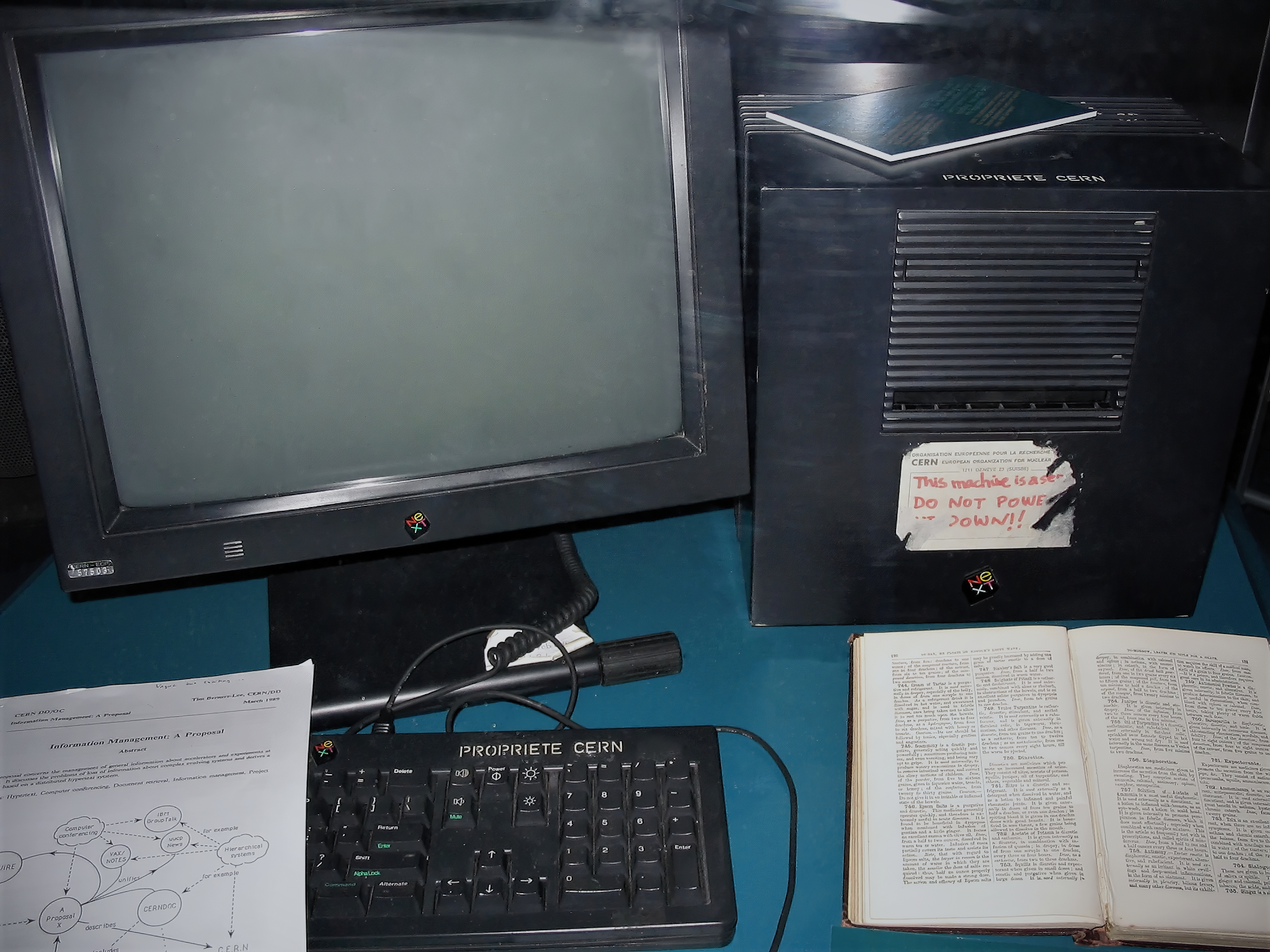
Khi phát triển World Wide Web, Tim Berners-Lee sử dụng bộ NeXTcube tại CERN và làm nó thành máy chủ Web đầu tiên

Cơ quan Dự án Nghiên cứu Tiên tiến (ARPA) của Bộ Quốc phòng Hoa Kỳ đã tài trợ cho nghiên cứu về việc chia sẻ thời gian của máy tính vào những năm 1960. Trong khi đó, nghiên cứu về chuyển mạch gói, một trong những công nghệ Internet cơ bản, bắt đầu trong công việc của Paul Baran vào đầu những năm 1960 và, độc lập, Donald Davies vào năm 1965. Chuyển mạch gói được tích hợp vào thiết kế đề xuất cho ARPANET vào năm 1967 và các mạng chuyển mạch gói khác như mạng NPL, Mạng Merit và CYCLADES được phát triển vào cuối những năm 1960 và đầu những năm 1970.
Sự phát triển của ARPANET bắt đầu với hai nút mạng được kết nối giữa Trung tâm đo lường mạng tại Đại học California, Los Angeles (UCLA) Trường Kỹ thuật và Khoa học ứng dụng Henry Samueli do Leonard Kleinrock chỉ đạo và hệ thống NLS tại SRI International (SRI) Douglas Engelbart tại Menlo Park, California, vào ngày 29 tháng 10 năm 1969. Địa điểm thứ ba là Trung tâm toán học tương tác Culler-Fried tại Đại học California, Santa Barbara, tiếp theo là Khoa Đồ họa của Đại học Utah. Trong một dấu hiệu của sự phát triển trong tương lai, mười lăm trang web đã được kết nối với ARPANET trẻ vào cuối năm 1971. Những năm đầu tiên này đã được ghi nhận trong bộ phim Computer Networks: The Heralds of Resource Sharing.
Hợp tác quốc tế ban đầu trên mạng ARPANET là rất hiếm. Các kết nối đã được thực hiện vào năm 1973 với Mảng địa chấn Na Uy (NORSAR) thông qua một trạm vệ tinh ở Tanum, Thụy Điển và nhóm nghiên cứu của Peter Kirstein tại Đại học College London, nơi cung cấp một cổng vào mạng lưới học thuật của Anh. Dự án ARPANET và các nhóm làm việc quốc tế đã dẫn đến sự phát triển của các giao thức và tiêu chuẩn khác nhau, theo đó nhiều mạng riêng biệt có thể trở thành một mạng hoặc "một mạng các mạng". Năm 1974, Vint Cerf và Bob Kahn đã sử dụng thuật ngữ internet như một cách viết tắt cho mạng nội bộ RFC 675, và các RFC sau này lặp lại việc sử dụng này. Cerf và Khan tin rằng Louis Pouzin có ảnh hưởng quan trọng đến thiết kế TCP/IP. Các nhà cung cấp PTT thương mại đã quan tâm đến việc phát triển mạng dữ liệu công cộng X.25.
Quyền truy cập vào ARPANET được mở rộng vào năm 1981 khi Quỹ khoa học quốc gia (NSF) tài trợ cho Mạng khoa học máy tính (CSNET). Năm 1982, Bộ giao thức Internet (TCP/IP) đã được chuẩn hóa, cho phép phổ biến các mạng kết nối trên toàn thế giới. Truy cập mạng TCP/IP được mở rộng trở lại vào năm 1986 khi Mạng Khoa học Quốc gia (NSFNet) cung cấp quyền truy cập vào các trang web siêu máy tính ở Hoa Kỳ cho các nhà nghiên cứu, đầu tiên là ở tốc độ 56 kbit / s và sau đó là 1,5 Mbit/s và 45 Mbit/s. NSFNet đã mở rộng thành các tổ chức nghiên cứu và học thuật ở Châu Âu, Úc, New Zealand và Nhật Bản vào năm 1988. Mặc dù các giao thức mạng khác như UUCP đã tiếp cận toàn cầu trước thời điểm này, nhưng điều này đánh dấu sự khởi đầu của Internet như một mạng lưới liên lục địa. Các nhà cung cấp dịch vụ Internet thương mại (ISP) xuất hiện vào năm 1989 tại Hoa Kỳ và Úc. ARPANET đã ngừng hoạt động vào năm 1990.

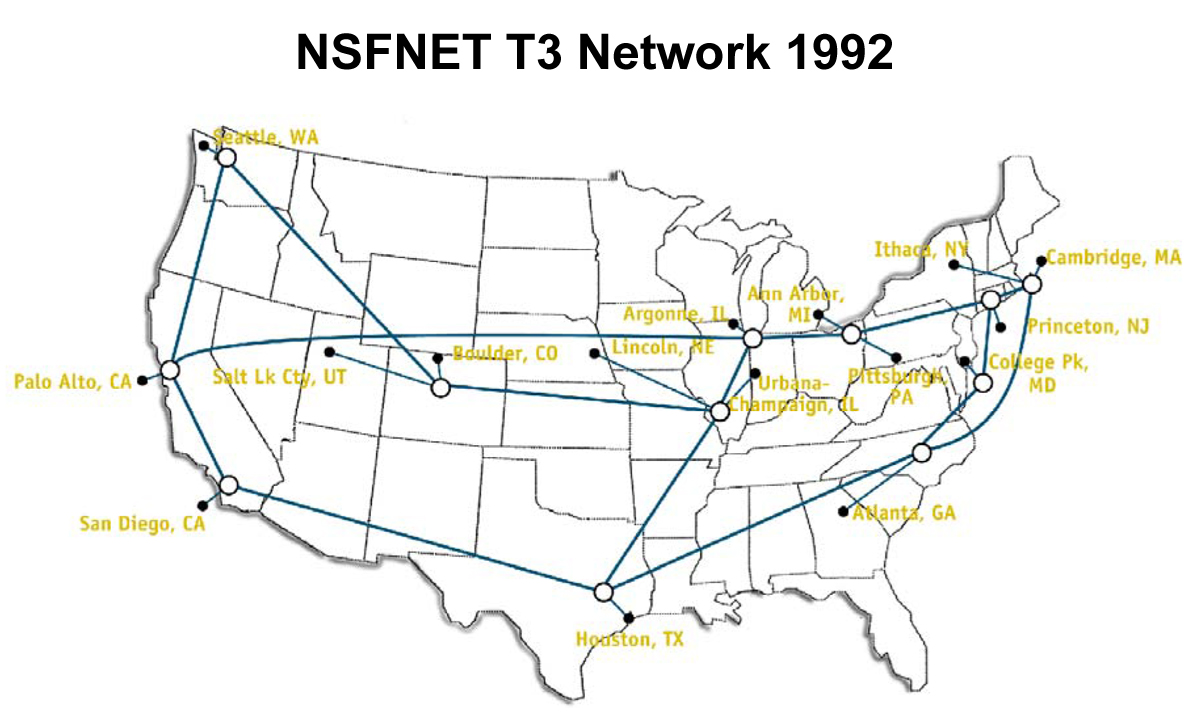
Xương sống T3 NSFNET, c. 1992.

Những tiến bộ ổn định trong công nghệ bán dẫn và mạng cáp quang đã tạo ra những cơ hội kinh tế mới cho sự tham gia thương mại trong việc mở rộng mạng lưới trong cốt lõi của nó và để cung cấp dịch vụ cho công chúng. Vào giữa năm 1989, MCI Mail và Compuserve đã thiết lập các kết nối với Internet, cung cấp email và các sản phẩm truy cập công cộng tới nửa triệu người dùng Internet. Chỉ vài tháng sau, vào ngày 1 tháng 1 năm 1990, PSInet đã đưa ra một mạng Internet thay thế cho mục đích thương mại; một trong những mạng được thêm vào cốt lõi của Internet thương mại của những năm sau đó. Vào tháng 3 năm 1990, liên kết T1 (1,5 Mbit / s) tốc độ cao đầu tiên giữa NSFNET và Châu Âu đã được cài đặt giữa Đại học Cornell và CERN, cho phép liên lạc mạnh mẽ hơn nhiều so với khả năng của các vệ tinh. Sáu tháng sau Tim Berners-Lee sẽ bắt đầu viết WorldWideWeb, trình duyệt web đầu tiên sau hai năm vận động hành lang ban quản lý CERN. Vào Giáng sinh năm 1990, Berners-Lee đã xây dựng tất cả các công cụ cần thiết cho một Web hoạt động: Giao thức truyền tải siêu văn bản (HTTP) 0.9, Ngôn ngữ đánh dấu siêu văn bản (HTML), trình duyệt Web đầu tiên (cũng là trình soạn thảo HTML và có thể truy cập các nhóm tin Usenet và các tệp FTP), phần mềm máy chủ HTTP đầu tiên (sau này được gọi là CERN httpd), máy chủ web đầu tiên, và các trang Web đầu tiên mô tả chính dự án. Năm 1991, Commercial Internet eXchange được thành lập, cho phép PSInet giao tiếp với các mạng thương mại khác CERFnet và Alternet. Liên minh tín dụng liên bang Stanford là tổ chức tài chính đầu tiên cung cấp dịch vụ ngân hàng trực tuyến trên Internet cho tất cả các thành viên của mình vào tháng 10 năm 1994. Năm 1996, OP Financial Group, cũng là một ngân hàng hợp tác, trở thành ngân hàng trực tuyến thứ hai trên thế giới và đầu tiên ở châu Âu. Đến năm 1995, Internet đã được thương mại hóa hoàn toàn ở Mỹ khi NSFNet ngừng hoạt động, xóa bỏ những hạn chế cuối cùng trong việc sử dụng Internet để truyền tải lưu lượng thương mại.
Khi công nghệ phát triển và cơ hội thương mại thúc đẩy tăng trưởng đối ứng, khối lượng lưu lượng truy cập Internet bắt đầu gặp phải các đặc điểm tương tự như quy mô của bóng bán dẫn MOS, được minh họa bởi luật Moore, tăng gấp đôi cứ sau 18 tháng. Sự tăng trưởng này, được chính thức hóa theo luật Edholm, được xúc tác bởi những tiến bộ trong công nghệ MOS, hệ thống ánh sáng laser và hiệu suất xử lý nhiễu.
Từ năm 1995, Internet đã tác động rất lớn đến văn hóa và thương mại, bao gồm sự gia tăng của giao tiếp gần như qua email, nhắn tin tức thời, điện thoại (Giao thức thoại qua Internet hoặc VoIP), các cuộc gọi video tương tác hai chiều và World Wide Web  với các diễn đàn thảo luận, blog, mạng xã hội và các trang web mua sắm trực tuyến. Lượng dữ liệu ngày càng tăng được truyền ở tốc độ cao hơn và cao hơn trên các mạng cáp quang hoạt động ở tốc độ 1-Gbit/s, 10-Gbit/s hoặc hơn. Internet tiếp tục phát triển, được thúc đẩy bởi lượng thông tin và kiến thức trực tuyến, thương mại, giải trí và mạng xã hội lớn hơn bao giờ hết. Vào cuối những năm 1990, ước tính lưu lượng truy cập trên Internet công cộng tăng 100% mỗi năm, trong khi mức tăng trưởng trung bình hàng năm về số lượng người dùng Internet được cho là từ 20% đến 50%. Sự tăng trưởng này thường được quy cho việc thiếu quản trị trung tâm, cho phép tăng trưởng hữu cơ của mạng, cũng như bản chất không độc quyền của các giao thức Internet, khuyến khích khả năng tương tác của nhà cung cấp và ngăn chặn bất kỳ công ty nào kiểm soát quá nhiều mạng. Tính đến  ngày 31 tháng 3 năm 2011, tổng số người dùng Internet ước tính là 2,095 tỷ (30,2% dân số thế giới). Người ta ước tính rằng vào năm 1993, Internet chỉ mang theo 1% thông tin truyền qua viễn thông hai chiều, đến năm 2000, con số này đã tăng lên 51% và đến năm 2007, hơn 97% tất cả thông tin được điều khiển qua Internet.

## Quản trị

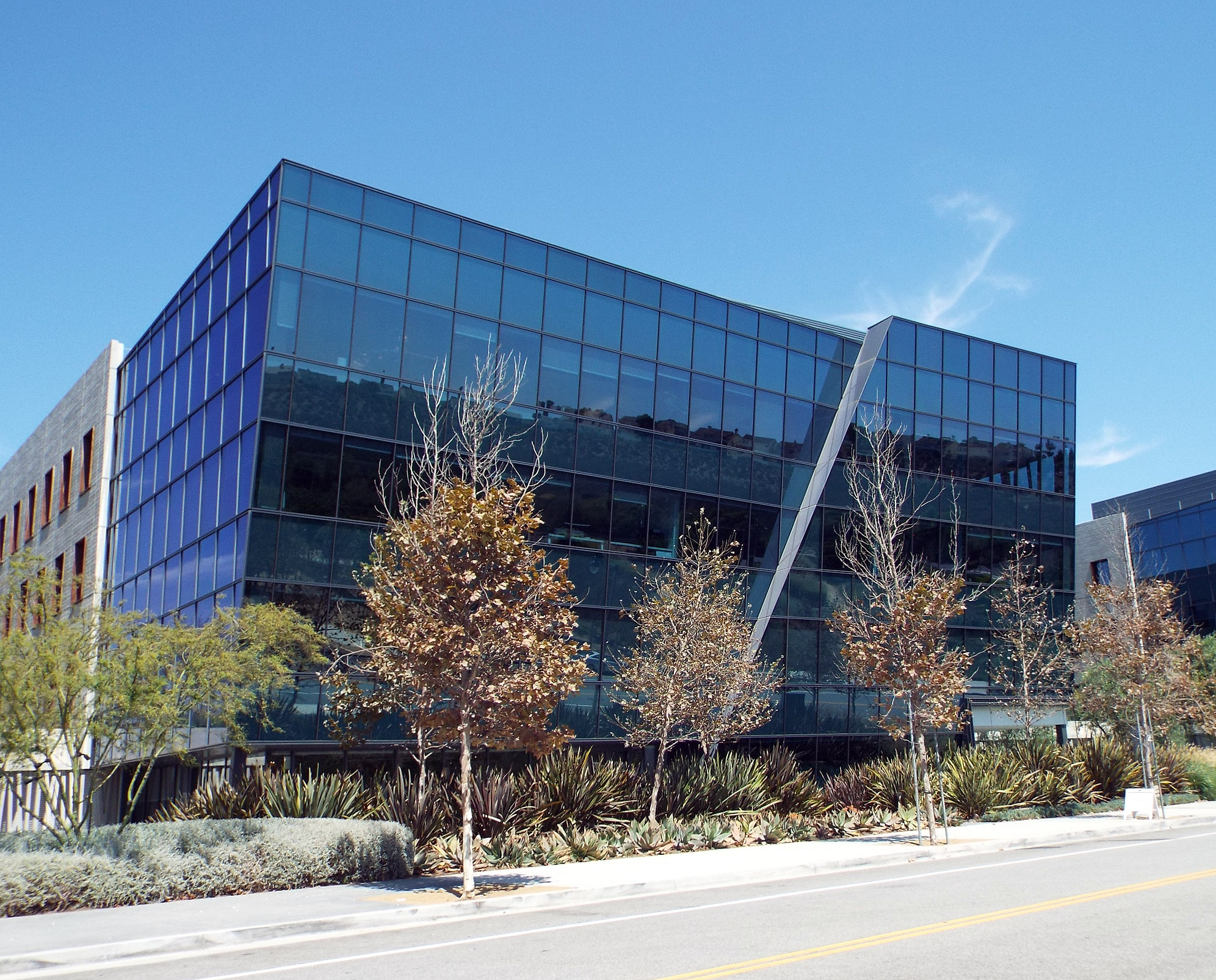
Trụ sở của ICANN tại khu phố Playa Vista của Los Angeles, California, Hoa Kỳ.

Internet là một mạng toàn cầu bao gồm nhiều mạng tự trị được kết nối với nhau một cách tự nguyện. Nó hoạt động mà không có một cơ quan quản lý trung ương nào. Nền tảng kỹ thuật và tiêu chuẩn hóa các giao thức cốt lõi (IPv4 và IPv6) là một hoạt động của Lực lượng đặc nhiệm kỹ thuật Internet (IETF), một tổ chức phi lợi nhuận của những người tham gia quốc tế liên kết lỏng lẻo mà bất kỳ ai có thể liên kết bằng cách đóng góp chuyên môn kỹ thuật. Để duy trì khả năng tương tác, các không gian tên chính của Internet được quản lý bởi Tập đoàn Internet cho Tên miền và số được gán (ICANN). ICANN được điều hành bởi một ban giám đốc quốc tế được rút ra từ các cộng đồng kỹ thuật, kinh doanh, học thuật và phi thương mại khác trên Internet. ICANN điều phối việc gán các mã định danh duy nhất để sử dụng trên Internet, bao gồm tên miền, địa chỉ Giao thức Internet (IP), số cổng ứng dụng trong giao thức truyền tải và nhiều tham số khác. Không gian tên thống nhất toàn cầu là rất cần thiết để duy trì phạm vi toàn cầu của Internet. Vai trò này của ICANN phân biệt nó có lẽ là cơ quan điều phối trung tâm duy nhất cho Internet toàn cầu.
Cơ quan đăng ký Internet khu vực (RIR) được thành lập cho năm khu vực trên thế giới. Trung tâm thông tin mạng châu Phi (AfriNIC) cho châu Phi, Cơ quan đăng ký số Internet (ARIN) của Mỹ cho Bắc Mỹ, Trung tâm thông tin mạng châu Á-Thái Bình Dương (APNIC) cho châu Á và khu vực Thái Bình Dương, Cơ quan đăng ký địa chỉ Internet ở Mỹ Latinh và Caribbean (LACNIC) cho Châu Mỹ Latinh và khu vực Caribbean và Réseaux IP Européens - Trung tâm điều phối mạng (RIPE NCC) cho Châu Âu, Trung Đông và Trung Á đã được ủy quyền để gán các khối địa chỉ Giao thức Internet và các thông số Internet khác cho các cơ quan đăng ký địa phương, như là nhà cung cấp dịch vụ Internet, từ một nhóm địa chỉ được chỉ định dành riêng cho từng khu vực.
Cục Viễn thông và Thông tin Quốc gia, một cơ quan của Bộ Thương mại Hoa Kỳ, đã có sự chấp thuận cuối cùng đối với các thay đổi đối với vùng gốc DNS cho đến khi chuyển đổi quản lý IANA vào ngày 1 tháng 10 năm 2016. Hiệp hội Internet (ISOC) được thành lập năm 1992 với sứ mệnh "đảm bảo sự phát triển mở, phát triển và sử dụng Internet vì lợi ích của tất cả mọi người trên toàn thế giới". Thành viên của nó bao gồm các cá nhân (bất kỳ ai cũng có thể tham gia) cũng như các tập đoàn, tổ chức, chính phủ và trường đại học. Trong số các hoạt động khác, ISOC cung cấp một ngôi nhà hành chính cho một số nhóm ít tổ chức chính thức có liên quan đến việc phát triển và quản lý Internet, bao gồm: Lực lượng đặc nhiệm kỹ thuật Internet (IETF), Ban kiến trúc Internet (IAB), Nhóm chỉ đạo kỹ thuật Internet (IESG), Lực lượng đặc nhiệm nghiên cứu Internet (IRTF) và Nhóm chỉ đạo nghiên cứu Internet (IRSG). Vào ngày 16 tháng 11 năm 2005, Hội nghị thượng đỉnh thế giới do Liên hiệp quốc về Hiệp hội thông tin ở Tunis tài trợ đã thành lập Diễn đàn quản trị Internet (IGF) để thảo luận về các vấn đề liên quan đến Internet.

## Cơ sở hạ tầng

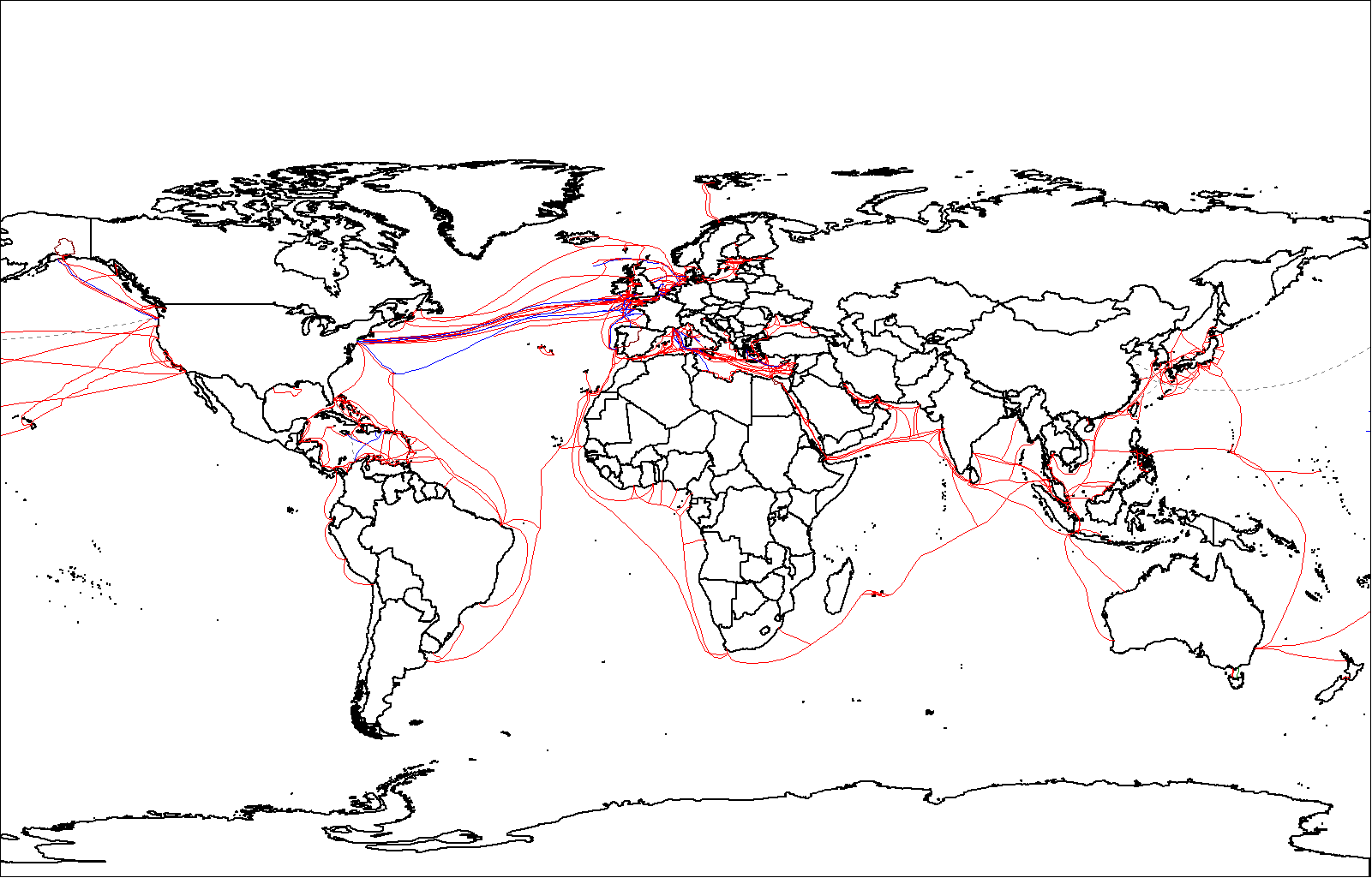
Bản đồ năm 2007 cho thấy cáp viễn thông sợi quang dưới biển trên khắp thế giới.

Cơ sở hạ tầng truyền thông của Internet bao gồm các thành phần phần cứng và hệ thống các lớp phần mềm kiểm soát các khía cạnh khác nhau của kiến trúc này. Như với bất kỳ mạng máy tính nào, Internet bao gồm các bộ định tuyến, phương tiện truyền thông (như cáp và liên kết vô tuyến), bộ lặp, modem, v.v. Tuy nhiên, như một ví dụ về liên mạng, rất nhiều các nút mạng không nhất thiết phải thiết bị Internet cho mỗi gia nhập, các gói dữ liệu Internet được thực hiện bởi các giao thức mạng chính thức khác với Internet đóng vai trò như một tiêu chuẩn mạng đồng nhất, chạy trên phần cứng không đồng nhất, với gói được hướng dẫn đến đích của chúng bằng bộ định tuyến IP.

### Các tuyến định tuyến và dịch vụ

Định tuyến gói trên Internet liên quan đến một số nhà cung cấp dịch vụ Internet.

Các nhà cung cấp dịch vụ Internet (ISP) thiết lập kết nối toàn cầu giữa các mạng riêng lẻ ở nhiều cấp độ khác nhau. Người dùng cuối chỉ truy cập Internet khi cần để thực hiện chức năng hoặc lấy thông tin, biểu thị phần dưới cùng của hệ thống phân cấp định tuyến. Ở phía trên cùng của hệ thống phân cấp định tuyến là tầng 1 mạng, các công ty viễn thông lớn mà giao thông trao đổi trực tiếp với nhau thông qua tốc độ rất cao cáp quang sợi và chi phối bởi  thỏa thuận peering. Mạng cấp 2 và cấp thấp hơn mua quá cảnh Internet từ các nhà cung cấp khác để tiếp cận ít nhất một số bên trên Internet toàn cầu, mặc dù họ cũng có thể tham gia vào việc tiên phong. Một ISP có thể sử dụng một nhà cung cấp ở thượng nguồn duy nhất cho khả năng kết nối, hoặc thực hiện multihoming để đạt được khả năng dự phòng và cân bằng tải. Điểm trao đổi Internet là các trao đổi lưu lượng truy cập lớn với các kết nối vật lý đến nhiều ISP. Các tổ chức lớn, chẳng hạn như các tổ chức học thuật, doanh nghiệp lớn và chính phủ, có thể thực hiện chức năng tương tự như ISP, tham gia vào peering và mua quá cảnh thay mặt cho mạng nội bộ của họ. Các mạng nghiên cứu có xu hướng kết nối với các mạng con lớn như GEANT, GLORIAD, Internet2 và mạng nghiên cứu và giáo dục quốc gia của Vương quốc Anh, JANET. Cả cấu trúc định tuyến IP Internet và các liên kết siêu văn bản của World Wide Web là ví dụ về các mạng không có quy mô.     Máy tính và bộ định tuyến sử dụng các bảng định tuyến trong hệ điều hành của chúng để hướng các gói IP đến bộ định tuyến hoặc đích đến tiếp theo. Các bảng định tuyến được duy trì bằng cấu hình thủ công hoặc tự động bằng các giao thức định tuyến. Các nút cuối thường sử dụng tuyến mặc định hướng đến ISP cung cấp dịch vụ vận chuyển, trong khi các bộ định tuyến ISP sử dụng Giao thức cổng biên để thiết lập định tuyến hiệu quả nhất qua các kết nối phức tạp của Internet toàn cầu.
Ước tính 70 phần trăm lưu lượng truy cập Internet của thế giới đi qua Ashburn, Virginia.

### Truy cập
Các phương thức truy cập Internet phổ biến của người dùng bao gồm quay số bằng modem máy tính thông qua các mạch điện thoại, băng thông rộng qua cáp đồng trục, cáp quang hoặc dây đồng, Wi-Fi, vệ tinh và công nghệ điện thoại di động (ví dụ: 3G, 4G). Internet thường có thể được truy cập từ các máy tính trong thư viện và quán cà phê Internet. Các điểm truy cập Internet tồn tại ở nhiều nơi công cộng như sảnh sân bay và quán cà phê. Các thuật ngữ khác nhau được sử dụng, chẳng hạn như kiosk Internet công cộng, thiết bị đầu cuối truy cập công cộng và điện thoại thanh toán qua Web. Nhiều khách sạn cũng có các điểm truy cập Internet công cộng thường có phí. Các thiết bị đầu cuối này được truy cập rộng rãi cho các mục đích sử dụng khác nhau, chẳng hạn như đặt vé, gửi tiền ngân hàng hoặc thanh toán trực tuyến. Wi-Fi cung cấp truy cập không dây vào Internet thông qua các mạng máy tính địa phương. Hotspots cung cấp truy cập như vậy bao gồm quán cà phê Wi-Fi, nơi người dùng cần phải mang theo các thiết bị không dây của họ chẳng hạn như một máy tính xách tay hoặc PDA. Các dịch vụ này có thể miễn phí cho tất cả mọi người, hoặc chỉ miễn phí cho khách hàng hoặc có tính phí.
Những nỗ lực cơ sở đã dẫn đến các mạng cộng đồng không dây. Các dịch vụ Wi-Fi thương mại bao phủ các khu vực rộng lớn có sẵn ở nhiều thành phố, như New York, London, Vienna, Toronto, San Francisco, Philadelphia, Chicago và Pittsburgh, nơi Internet có thể được truy cập từ những nơi như ghế đá công viên. Các thử nghiệm cũng đã được thực hiện với các mạng không dây di động độc quyền như Ricochet, các dịch vụ dữ liệu tốc độ cao khác nhau qua mạng di động và các dịch vụ không dây cố định. Điện thoại thông minh hiện đại cũng có thể truy cập Internet thông qua mạng di động. Để duyệt Web, các thiết bị này cung cấp các ứng dụng như Google Chrome, Safari và Firefox và nhiều phần mềm Internet khác có thể được cài đặt từ các cửa hàng ứng dụng. Lần đầu tiên sử dụng Internet trên thiết bị di động và máy tính bảng đã vượt quá máy tính để bàn trên toàn thế giới vào tháng 10 năm 2016.

### Kết nối qua di động

Số lượng đăng ký di động 2012-2016, [http://unesdoc.unesco.org/images/0026/002610/261065e.pdf Xu hướng thế giới về tự do ngôn luận và phát triển truyền thông Báo cáo toàn cầu 2017/2018

Liên minh Viễn thông Quốc tế (ITU) ước tính, vào cuối năm 2017, 48% người dùng cá nhân thường xuyên kết nối Internet, tăng từ 34% vào năm 2012. Kết nối Internet di động đã đóng một vai trò quan trọng trong việc mở rộng truy cập trong những năm gần đây, đặc biệt là ở châu Á và Thái Bình Dương và ở châu Phi. Số lượng thuê bao di động duy nhất đã tăng từ 3,89 tỷ vào năm 2012 lên 4,83 tỷ vào năm 2016, hai phần ba dân số thế giới, với hơn một nửa số thuê bao ở Châu Á và Thái Bình Dương. Số lượng đăng ký được dự đoán sẽ tăng lên 5,69 tỷ người dùng vào năm 2020. Tính đến  năm 2016, gần 60% dân số thế giới đã truy cập vào mạng di động băng rộng 4G, tăng từ gần 50% vào năm 2015 và 11% vào năm 2012. Các giới hạn mà người dùng phải đối mặt khi truy cập thông tin qua các ứng dụng di động trùng khớp với quá trình phân mảnh Internet rộng hơn. Phân mảnh hạn chế quyền truy cập vào nội dung phương tiện và có xu hướng ảnh hưởng đến người dùng nghèo nhất.
Xếp hạng zero (zero rating), thông lệ của các nhà cung cấp dịch vụ Internet cho phép người dùng kết nối miễn phí để truy cập một nội dung hoặc ứng dụng cụ thể mà không phải trả chi phí, đã tạo cơ hội vượt qua các rào cản kinh tế, nhưng cũng bị các nhà phê bình cáo buộc là tạo ra Internet hai tầng. Để giải quyết các vấn đề với xếp hạng zero, một mô hình thay thế đã xuất hiện trong khái niệm 'xếp hạng bằng nhau' và đang được thử nghiệm trong Mozilla và Orange ở Châu Phi. Xếp hạng bằng nhau ngăn ngừa mức độ ưu tiên của một loại nội dung và không đánh giá tất cả nội dung cho đến giới hạn dữ liệu được chỉ định. Một nghiên cứu được công bố bởi Chatham House, 15 trong số 19 quốc gia được nghiên cứu ở Mỹ Latinh có một số loại sản phẩm lai hoặc không xếp hạng được cung cấp. Một số quốc gia trong khu vực có rất nhiều kế hoạch để lựa chọn (trên tất cả các nhà khai thác mạng di động) trong khi các quốc gia khác, chẳng hạn như Colombia, cung cấp tới 30 gói trả trước và 34 gói trả sau.
Một nghiên cứu của tám quốc gia ở Nam toàn cầu đã phát hiện ra rằng các gói dữ liệu không được xếp hạng tồn tại ở mọi quốc gia, mặc dù có một phạm vi lớn về tần suất mà chúng được cung cấp và thực sự được sử dụng ở mỗi quốc gia. Nghiên cứu đã xem xét ba đến năm hãng hàng đầu theo thị phần ở Bangladesh, Colombia, Ghana, Ấn Độ, Kenya, Nigeria, Peru và Philippines. Một nghiên cứu khác, bao gồm Ghana, Kenya, Nigeria và Nam Phi, đã tìm thấy những điều cơ bản miễn phí và Wikipedia Zero của Facebook là nội dung không được xếp hạng phổ biến nhất.

## Bộ giao thức Internet
Các tiêu chuẩn Internet mô tả một khung được gọi là bộ giao thức Internet (còn được gọi là TCP/IP, dựa trên hai thành phần đầu tiên). Đây là một kiến trúc mô hình phân chia các phương thức thành một hệ thống các giao thức được phân lớp, ban đầu được ghi lại trong RFC 1122 và RFC 1123.

### Phân lớp

Khi dữ liệu người dùng được xử lý thông qua ngăn xếp giao thức, mỗi lớp trừu tượng sẽ thêm thông tin đóng gói tại máy chủ gửi. Dữ liệu được truyền qua dây ở cấp liên kết giữa máy chủ và bộ định tuyến. Đóng gói được loại bỏ bởi các máy chủ nhận. Relay trung gian cập nhật đóng gói liên kết tại mỗi bước nhảy và kiểm tra lớp IP cho mục đích định tuyến.

Các lớp phần mềm tương ứng với môi trường hoặc phạm vi mà dịch vụ của họ hoạt động. Trên cùng là lớp ứng dụng, không gian cho các phương thức mạng dành riêng cho ứng dụng được sử dụng trong các ứng dụng phần mềm. Ví dụ: chương trình trình duyệt web sử dụng mô hình ứng dụng máy khách-máy chủ và giao thức tương tác cụ thể giữa máy chủ và máy khách, trong khi nhiều hệ thống chia sẻ tệp sử dụng mô hình ngang hàng.
Bên dưới lớp trên cùng này, lớp vận chuyển kết nối các ứng dụng trên các máy chủ khác nhau với một kênh logic thông qua mạng với các phương thức trao đổi dữ liệu phù hợp. Nó cung cấp một số dịch vụ bao gồm đặt hàng, phân phối đáng tin cậy (TCP) và dịch vụ datagram không đáng tin cậy (UDP).
Dưới các lớp này là các công nghệ mạng kết nối các mạng ở biên giới của chúng và trao đổi lưu lượng qua chúng. Lớp Internet thực hiện Giao thức Internet cho phép các máy tính xác định và định vị lẫn nhau bằng địa chỉ Giao thức Internet (IP) và định tuyến lưu lượng truy cập của chúng thông qua các mạng trung gian (chuyển tuyến). Mã lớp giao thức internet độc lập với loại mạng mà nó đang chạy trên thực tế.
Ở dưới cùng của kiến trúc là lớp liên kết, cung cấp kết nối hợp lý giữa các máy chủ. Mã lớp liên kết thường là phần mềm duy nhất được tùy chỉnh theo loại giao thức liên kết mạng vật lý. Nhiều lớp liên kết đã được triển khai và mỗi lớp hoạt động trên một loại liên kết mạng, chẳng hạn như trong mạng cục bộ (LAN) hoặc mạng diện rộng (ví dụ: Wi-Fi hoặc Ethernet hoặc kết nối quay số, ATM, v.v.).

### Giao thức Internet

Luồng dữ liệu khái niệm trong cấu trúc liên kết mạng đơn giản của hai máy chủ (A và B) được kết nối bằng một liên kết giữa các bộ định tuyến tương ứng của chúng. Ứng dụng trên mỗi máy chủ thực thi các thao tác đọc và ghi như thể các quy trình được kết nối trực tiếp với nhau bằng một loại ống dữ liệu. Sau khi thiết lập đường ống này, hầu hết các chi tiết của giao tiếp được ẩn khỏi mỗi quy trình, vì các nguyên tắc cơ bản của giao tiếp được thực hiện trong các lớp giao thức thấp hơn. Tương tự, ở lớp vận chuyển, giao tiếp xuất hiện dưới dạng máy chủ đến máy chủ, không có kiến thức về cấu trúc dữ liệu ứng dụng và bộ định tuyến kết nối, trong khi ở lớp liên kết mạng, các ranh giới mạng riêng lẻ được truyền qua mỗi bộ định tuyến.

Thành phần nổi bật nhất của mô hình Internet là Giao thức Internet (IP). IP cho phép kết nối mạng và về bản chất là thiết lập Internet. Hai phiên bản của Giao thức Internet tồn tại, IPV4 và IPV6.

#### Các địa chỉ IP

Trình phân giải DNS tư vấn ba máy chủ tên miền để phân giải tên miền "www.wikipedia.org" hiển thị cho người dùng để xác định Địa chỉ IPV4 207.142.131.234

Để định vị các máy tính cá nhân trên mạng, Internet cung cấp địa chỉ IP. Địa chỉ IP được sử dụng bởi cơ sở hạ tầng Internet để hướng các gói internet đến đích của chúng. Chúng bao gồm các số có độ dài cố định, được tìm thấy trong gói. Địa chỉ IP thường được gán cho thiết bị tự động thông qua DHCP hoặc được định cấu hình.
Tuy nhiên, mạng cũng hỗ trợ các hệ thống địa chỉ khác. Người dùng thường nhập tên miền (ví dụ: "vi.wikipedia.org") thay vì địa chỉ IP vì chúng dễ nhớ hơn, chúng được Hệ thống tên miền (DNS) chuyển đổi thành địa chỉ IP hiệu quả hơn cho mục đích định tuyến.

#### IPv4
Giao thức Internet phiên bản 4 (IPv4) định nghĩa địa chỉ IP là số 32 bit. Giao thức Internet Phiên bản 4 (IPv4) là phiên bản ban đầu được sử dụng trên thế hệ đầu tiên của Internet và vẫn đang được sử dụng chủ yếu. Nó được thiết kế để giải quyết tới 4,3 tỷ (10 9) máy chủ lưu trữ. Tuy nhiên, sự phát triển bùng nổ của Internet đã dẫn đến cạn kiệt địa chỉ IPv4, bước vào giai đoạn cuối cùng vào năm 2011, khi nhóm phân bổ địa chỉ IPv4 toàn cầu cạn kiệt.

#### IPv6
Do sự phát triển của Internet và sự cạn kiệt của các địa chỉ IPv4 có sẵn, một phiên bản mới của IP IPv6, được phát triển vào giữa những năm 1990, cung cấp khả năng đánh địa chỉ lớn hơn rất nhiều và định tuyến lưu lượng truy cập Internet hiệu quả hơn. IPv6 sử dụng 128 bit cho địa chỉ IP và được chuẩn hóa vào năm 1998. Triển khai IPv6 đã được tiến hành từ giữa những năm 2000. IPv6 hiện đang được triển khai trên khắp thế giới, vì các cơ quan đăng ký địa chỉ Internet (RIR) bắt đầu thúc giục tất cả các nhà quản lý tài nguyên lên kế hoạch áp dụng và chuyển đổi nhanh chóng.
IPv6 không thể tương tác trực tiếp theo thiết kế với IPv4. Về bản chất, nó thiết lập một phiên bản song song của Internet không thể truy cập trực tiếp bằng phần mềm IPv4. Do đó, các cơ sở dịch thuật phải tồn tại để liên kết mạng hoặc các nút phải có phần mềm mạng trùng lặp cho cả hai mạng. Về cơ bản, tất cả các hệ điều hành máy tính hiện đại đều hỗ trợ cả hai phiên bản Giao thức Internet. Cơ sở hạ tầng mạng, tuy nhiên, đã bị chậm trễ trong sự phát triển này. Ngoài các kết nối vật lý phức tạp tạo nên cơ sở hạ tầng, Internet được hỗ trợ bởi các hợp đồng thương mại hai bên hoặc đa bên, ví dụ như các thỏa thuận tiên phong và thông số kỹ thuật hoặc giao thức mô tả việc trao đổi dữ liệu qua mạng. Thật vậy, Internet được xác định bởi các chính sách kết nối và định tuyến.

#### Mạng con

Tạo một mạng con bằng cách chia định danh máy chủ

Mạng con là một phân vùng logic của mạng IP. :1,16 Việc thực hành chia một mạng thành hai hoặc nhiều mạng được gọi là subnetting.
Các máy tính thuộc mạng con được xử lý với một nhóm bit quan trọng nhất giống hệt nhau trong các địa chỉ IP của chúng. Điều này dẫn đến việc phân chia hợp lý một địa chỉ IP thành hai trường, số mạng hoặc tiền tố định tuyến và trường còn lại hoặc định danh máy chủ. Trường còn lại là một định danh cho một máy chủ hoặc giao diện mạng cụ thể.
Tiền tố định tuyến có thể được thể hiện bằng ký hiệu Định tuyến liên miền không phân loại (CIDR) được viết dưới dạng địa chỉ đầu tiên của mạng, theo sau là ký tự gạch chéo (/) và kết thúc bằng độ dài bit của tiền tố. Ví dụ: 198.51.100.0 / 24 là tiền tố của mạng Giao thức Internet phiên bản 4 bắt đầu tại địa chỉ đã cho, có 24 bit được phân bổ cho tiền tố mạng và 8 bit còn lại dành cho địa chỉ máy chủ. Địa chỉ trong phạm vi 198.51.100.0 đến 198.51.100.255 thuộc về mạng này. Đặc tả địa chỉ IPv6 2001:db8::/32 là một khối địa chỉ lớn với 296 địa chỉ, có tiền tố định tuyến 32 bit.
Đối với IPv4, một mạng cũng có thể được đặc trưng bởi mặt nạ mạng con hoặc netmask, đó là bitmask khi được áp dụng bởi hoạt động bitwise AND cho bất kỳ địa chỉ IP nào trong mạng, tạo ra tiền tố định tuyến. Mặt nạ mạng con cũng được thể hiện bằng ký hiệu thập phân dấu chấm như một địa chỉ. Ví dụ: 255.255.255.0 là mặt nạ mạng con cho tiền tố 198.51.100.0/24.
Lưu lượng được trao đổi giữa các mạng con thông qua các bộ định tuyến khi tiền tố định tuyến của địa chỉ nguồn và địa chỉ đích khác nhau. Một bộ định tuyến phục vụ như là một ranh giới logic hoặc vật lý giữa các mạng con.
Lợi ích của việc chia mạng con hiện tại thay đổi theo từng kịch bản triển khai. Trong kiến trúc phân bổ địa chỉ của Internet bằng CIDR và trong các tổ chức lớn, cần phải phân bổ không gian địa chỉ một cách hiệu quả. Mạng con cũng có thể tăng cường hiệu quả định tuyến hoặc có lợi thế trong quản lý mạng khi các mạng con được kiểm soát hành chính bởi các thực thể khác nhau trong một tổ chức lớn hơn. Các mạng con có thể được sắp xếp một cách hợp lý theo kiến trúc phân cấp, phân vùng không gian địa chỉ mạng của tổ chức thành một cấu trúc định tuyến giống như cây.

### IETF
Mặc dù các thành phần phần cứng trong cơ sở hạ tầng Internet thường có thể được sử dụng để hỗ trợ các hệ thống phần mềm khác, nhưng đó là thiết kế và quy trình chuẩn hóa của phần mềm đặc trưng cho Internet và cung cấp nền tảng cho khả năng mở rộng và thành công của nó. Trách nhiệm đối với thiết kế kiến trúc của các hệ thống phần mềm Internet đã được Lực lượng đặc nhiệm kỹ thuật Internet (IETF) đảm nhận. IETF tiến hành các nhóm làm việc thiết lập tiêu chuẩn, dành cho mọi cá nhân, về các khía cạnh khác nhau của kiến trúc Internet. Kết quả đóng góp và tiêu chuẩn được công bố dưới dạng tài liệu Yêu cầu Nhận xét (RFC) trên trang web của IETF. Các phương thức kết nối mạng chính cho phép Internet được chứa trong các RFC được chỉ định đặc biệt cấu thành các Tiêu chuẩn Internet. Các tài liệu ít nghiêm ngặt khác chỉ đơn giản là thông tin, thử nghiệm hoặc lịch sử hoặc tài liệu về các thực tiễn tốt nhất hiện nay (BCP) khi triển khai các công nghệ Internet.

## Ứng dụng và dịch vụ
Internet mang nhiều ứng dụng và dịch vụ, nổi bật nhất là World Wide Web, bao gồm phương tiện truyền thông xã hội, thư điện tử, ứng dụng di động, trò chơi trực tuyến nhiều người chơi, điện thoại Internet, chia sẻ tệp và dịch vụ truyền phát trực tuyến.
Hầu hết các máy chủ cung cấp các dịch vụ này ngày nay được lưu trữ trong các trung tâm dữ liệu và nội dung thường được truy cập thông qua các mạng phân phối nội dung hiệu suất cao.

### World Wide Web
World Wide Web là tập hợp toàn cầu các tài liệu, hình ảnh, đa phương tiện, ứng dụng và các tài nguyên khác, được liên kết với nhau một cách hợp lý bởi các siêu liên kết và được tham chiếu với Mã định danh tài nguyên thống nhất (URI), cung cấp một hệ thống tham chiếu có tên toàn cầu. Các URI tượng trưng xác định các dịch vụ, máy chủ web, cơ sở dữ liệu và các tài liệu và tài nguyên mà chúng có thể cung cấp. Giao thức truyền siêu văn bản (HTTP) là giao thức truy cập chính của World Wide Web. Các dịch vụ web cũng sử dụng HTTP để liên lạc giữa các hệ thống phần mềm để truyền thông tin, chia sẻ và trao đổi dữ liệu kinh doanh và hậu cần và là một trong nhiều ngôn ngữ hoặc giao thức có thể được sử dụng để liên lạc trên Internet.
Phần mềm trình duyệt World Wide Web, chẳng hạn như Internet Explorer/Edge của Microsoft, Mozilla Firefox, Opera, Safari và Google Chrome, cho phép người dùng di chuyển từ một trang web khác thông qua các siêu liên kết nhúng trong tài liệu. Các tài liệu này cũng có thể chứa bất kỳ sự kết hợp nào của dữ liệu máy tính, bao gồm đồ họa, âm thanh, văn bản, video, đa phương tiện và nội dung tương tác chạy trong khi người dùng đang tương tác với trang. Phần mềm phía khách hàng có thể bao gồm hình ảnh động, trò chơi, ứng dụng văn phòng và trình diễn khoa học. Thông qua nghiên cứu Internet dựa trên từ khóa bằng các công cụ tìm kiếm như Yahoo!, Bing và Google, người dùng trên toàn thế giới có thể truy cập nhanh chóng, dễ dàng vào một lượng lớn thông tin trực tuyến đa dạng. So với phương tiện truyền thông in ấn, sách, bách khoa toàn thư và thư viện truyền thống, World Wide Web đã cho phép phân cấp thông tin trên quy mô lớn.
Web đã cho phép các cá nhân và tổ chức xuất bản ý tưởng và thông tin tới một đối tượng tiềm năng lớn trực tuyến với chi phí giảm đáng kể và thời gian trì hoãn. Xuất bản một trang web, một blog hoặc xây dựng một trang web liên quan đến ít chi phí ban đầu và nhiều dịch vụ miễn phí có sẵn. Tuy nhiên, xuất bản và duy trì các trang web lớn, chuyên nghiệp với thông tin hấp dẫn, đa dạng và cập nhật vẫn là một đề xuất khó khăn và tốn kém. Nhiều cá nhân và một số công ty và nhóm sử dụng nhật ký web hoặc blog, phần lớn được sử dụng như nhật ký trực tuyến dễ dàng cập nhật. Một số tổ chức thương mại khuyến khích nhân viên truyền đạt lời khuyên trong lĩnh vực chuyên môn của họ với hy vọng rằng khách truy cập sẽ bị ấn tượng bởi kiến thức chuyên môn và thông tin miễn phí, và kết quả là bị thu hút vào tập đoàn.
Quảng cáo trên các trang web phổ biến có thể sinh lời và thương mại điện tử, đó là việc bán sản phẩm và dịch vụ trực tiếp qua Web, tiếp tục phát triển. Quảng cáo trực tuyến là một hình thức tiếp thị và quảng cáo sử dụng Internet để truyền tải thông điệp tiếp thị quảng cáo đến người tiêu dùng. Nó bao gồm tiếp thị qua email, tiếp thị công cụ tìm kiếm (SEM), tiếp thị truyền thông xã hội, nhiều loại quảng cáo hiển thị (bao gồm quảng cáo biểu ngữ web) và quảng cáo trên thiết bị di động. Năm 2011, doanh thu quảng cáo trên Internet ở Hoa Kỳ đã vượt qua các kênh truyền hình cáp và gần như vượt xa các kênh truyền hình phát sóng. :19 Nhiều kiểu quảng cáo trực tuyến phổ biến đang gây tranh cãi và ngày càng phải tuân theo quy định.
Khi Web phát triển vào những năm 1990, một trang web điển hình đã được lưu trữ ở dạng hoàn chỉnh trên máy chủ web, được định dạng bằng HTML, hoàn thành để truyền tới trình duyệt web để đáp ứng yêu cầu. Theo thời gian, quá trình tạo và phục vụ các trang web đã trở nên năng động, tạo ra một thiết kế, bố cục và nội dung linh hoạt. Các trang web thường được tạo bằng phần mềm quản lý nội dung, ban đầu, rất ít nội dung. Những người đóng góp cho các hệ thống này, có thể là nhân viên được trả lương, thành viên của một tổ chức hoặc công chúng, điền vào cơ sở dữ liệu cơ bản bằng các trang chỉnh sửa được thiết kế cho mục đích đó trong khi khách truy cập bình thường xem và đọc nội dung này dưới dạng HTML. Có thể có hoặc không có các hệ thống biên tập, phê duyệt và bảo mật được xây dựng trong quá trình lấy nội dung mới được nhập và cung cấp cho khách truy cập mục tiêu.

### Liên lạc
Email là một dịch vụ liên lạc quan trọng có sẵn thông qua Internet. Khái niệm gửi tin nhắn văn bản điện tử giữa các bên, tương tự như gửi thư hoặc ghi nhớ, có trước khi tạo ra Internet. Hình ảnh, tài liệu và các tệp khác được gửi dưới dạng tệp đính kèm email. Tin nhắn email có thể được carbon copy đến nhiều địa chỉ email.
Internet điện thoại là một dịch vụ liên lạc phổ biến được thực hiện với Internet. Tên của giao thức kết nối mạng chính, Giao thức Internet, cho mượn tên của nó để gọi qua giao thức Internet (VoIP). Ý tưởng bắt đầu vào đầu những năm 1990 với các ứng dụng giọng nói giống như máy bộ đàm cho máy tính cá nhân. Các hệ thống VoIP hiện đang thống trị nhiều thị trường, dễ sử dụng và tiện lợi như điện thoại truyền thống. Lợi ích là tiết kiệm đáng kể chi phí so với các cuộc gọi điện thoại truyền thống, đặc biệt là trong khoảng cách xa. Mạng cáp, ADSL và dữ liệu di động cung cấp truy cập Internet trong cơ sở của khách hàng  và các bộ điều hợp mạng VoIP rẻ tiền cung cấp kết nối cho các bộ điện thoại analog truyền thống. Chất lượng thoại của VoIP thường vượt quá các cuộc gọi truyền thống. Các vấn đề còn lại đối với VoIP bao gồm tình huống các dịch vụ khẩn cấp có thể không phổ biến và các thiết bị phụ thuộc vào nguồn điện cục bộ, trong khi các điện thoại truyền thống cũ hơn được cấp nguồn từ vòng cục bộ và thường hoạt động khi mất điện.

## Các ISP
ISP (Internet Service Provider) là nhà cung cấp dịch vụ Internet. Các ISP phải thuê đường và cổng của một IAP. Các ISP có quyền kinh doanh thông qua các hợp đồng cung cấp dịch vụ Internet cho các tổ chức và các cá nhân.
Các loại ISP dùng riêng được quyền cung cấp đầy đủ các dịch vụ Internet. Điều khác nhau duy nhất giữa ISP và ISP riêng là không cung cấp dịch vụ Internet vào mục đích kinh doanh. Người dùng chỉ cần thoả thuận với một ISP hay ISP riêng nào đó về các dịch vụ được sử dụng và thủ tuc thanh toán được gọi là thuê bao Internet.

### Một số mốc thời gian

#### Thời kỳ phôi thai
- Năm 1969 Bộ Quốc phòng Mĩ đã xây dựng dự án ARPANET để nghiên cứu lĩnh vục mạng, theo đó các máy tính được liên kết với nhau và sẽ có khả năng tự định đường truyền tin ngay sau khi một phần mạng đã được phá hủy.
- Năm 1972 trong một cuộc hội nghị quốc tế về truyền thông máy tính, Bob Kahn đã trình diễn mạng ARPANET liên kết 40 máy thông qua các bộ xử lý giao tiếp giữa các trạm cuối Terminal Interface Processor-TIP. Cũng năm này nhóm interNET Working Group (INWG) do Vinton Cerf làm chủ tịch ra đời nhằm đáp ứng nhu cầu thiết lập giao thức bắt tay (agreed-upon). Năm 1972 cũng là năm Ray Tomlinson đã phát minh ra E-mail để gửi thông điệp trên mạng. Từ đó đến nay, E-mail là một trong những dich vụ được dùng nhiều nhất
- Năm 1973, một số trường đại học của Anh và của Na Uy kết nối vào ARPANET. Cũng vào thời gian đó ở đại học Harvard, Bob Metcalfe đã phác họa ra ý tưởng về Ethernet (một giao thức trong mạng cục bộ).
- Tháng 9/1973 Vinton Cerf và Bob Kahn đề xuất những cơ bản của Internet. Đó chính là những nét chính của giao thức TCP/IP
- Năm 1974 BBN đã xây dựng giao thức ứng dụng Telnet cho phép sử dụng máy tính từ xa.
- Năm 1976 phòng thí nghiệm của hãng AT&T phát minh ra dịch vụ truyền tệp cho mạng FTP
- Năm 1978 Tom Truscott và Steve Bellovin thiết lập mạng USENET dành cho những người sử dụng Unix. Mạng USENET là một trong những mạng phát triển sớm nhất và thu hút nhiều người nhất.
- Năm 1979 ARPA thành lập ban kiểm soát cấu hình Internet.
- Năm 1981 ra đời mạng CSNET (Computer Science NETwork) cung cấp các dịch vụ mạng cho các nhà khoa học ở trường đại học mà không cần truy cập vào mạng ARPANET.
- Năm 1982 các giao thức TCP và IP được DAC và ARPA dùng đối với mạng ARPANET.Sau đó TCP/IP được chọn là giao thức chuẩn.
- Năm 1983 ARPANET được tách ra thành ARPANET và MILNET.MILNET tích hợp với mạng dữ liệu quốc phòng, ARPANET trở thành 1 mạng dân sự.Hội đồng các hoạt động Internet ra đời, sau này được đổi tên thành Hội đồng kiến trúc Internet.

### Thời kỳ bùng nổ lần thứ nhất của Internet
- Năm 1986 mạng NSFnet chính thức được thiết lập, kết nối năm trung tâm máy tính. Đây cũng là năm có sự bùng nổ kết nối, đặc biệt là ở các trường đại học.Như vậy là NSF và ARPANET song song tồn tại theo cùng 1 giao thức, có kết nối với nhau.
- Năm 1990, với tư cách là 1 dự án ARPANET dừng hoạt động nhưng mạng do NSF và ARPANET tạo ra đã được sử dụng vào mục đích dân dụng, đó chính là tiền thân của mạng Internet ngày nay.Một số hãng lớn bắt đầu tồ chức kinh doanh trên mạng.
- Đến lúc này đối tượng sử dụng Internet chủ yếu là những nhà nghiên cứu và dịch vụ phổ biến nhất là email và FTP. Internet là 1 phương tiện đại chúng.

#### Thời kỳ bùng nổ lần thứ hai với sự xuất hiện của WWW
- Năm 1991 Tim Berners Lee ở trung tâm nghiên cứu nguyên tử châu Âu CERN phát minh ra World Wide Web (WWW) dựa theo ý tưởng về siêu văn bản được Ted Nelson đưa ra từ năm 1985. Có thể nói đây là một cuộc cách mạng trên Internet vì người ta có thể truy cập, trao đổi thông tin một cách dễ dàng, nhanh chóng.
- Cũng vào thời gian này NSFnet backbone được nâng cấp đạt tốc độ 44736Mbps. NSFnet truyền 1 tỉ tỉ byte/tháng và 10 tỉ gói tin/tháng.
- Năm 1994 là năm kỉ niệm lần thứ 25 ra đời ARPANET, NIST đề nghị thống nhất dùng giao thức TCP/IP. WWW trở thành dịch vụ phổ biến thứ hai sau dịch vụ FTP. Những hình ảnh video đầu tiên được truyền đi trên mạng Internet. WWW vượt trội hơn FTP và trở thành dịch vụ có số lưu thông lớn nhất căn cứ trên số lượng gói tin truyền và số byte truyền. Các hệ thống quay số trực tuyến truyền thống như CompuServe, AmericanOnline, Prodigy bắt đầu khả năng kết nối Internet.
- Tháng 10 năm 1994 Tập đoàn truyền thông Netscape cho ra đời phiên bản beta của trình duyệt Navigator 1.0 nhưng còn cồng kềnh và chạy rất chậm.
- Hai công ty trở thành đối thủ của nhau, cạnh tranh thị trường trình duyệt. Ngày 11 tháng 6 năm 1997, Netscape công bố phiên bản trình duyệt 4.0.Ngày 30 tháng 10 cũng năm đó có Microsoft cũng cho ra đời trình duyệt của mình phiên bản 4.0.
- Tháng 7 năm 1996, công ty Hotmail bắt đầu cung cấp dịch vụ Web Mail. Sau 18 tháng đã có 12 triệu người sử dụng và vì thế đã được Microsoft mua lại với giá 400 triệu USD.
- Năm 1996, triển lãm Internet World Exposition là triển lãm thế giới đầu tiên trên mạng Internet.

#### Mạng không dây ngày càng phổ biến
- Năm 1985, Cơ quan quản lý viễn thông của Mĩ quyết định mở cửa một số băng tần của giải phóng không dây, cho phép người sử dụng chúng mà không cần giấy phép của chính phủ.Đây là bước mở đầu cho các mạng không dây ra đời và phát triển rất nhanh.Ban đầu các nhà cung cấp các thiết bị không dây dùng cho mạng LAN như Proxim và Symbol ở Mĩ đều phát triển các sản phẩm độc quyền, không tương thích với các sản phẩm của các công ty khác. Điều này dẫn đến sự cần thiết phải xác lập 1 chuẩn không dây chung.
- Năm 1997, một tiểu ban đã tiến hành thương lượng hợp nhất các chuẩn và đã ban hành chuẩn chính thức IEEE 802.11.Sau đó là chuẩn 802.11b và chuẩn 802.11a lần lượt được phê duyệt vào các năm 1999 và năm 2000.
- Tháng 8 năm 1999 sáu công ty gồm Intersil, 3Com, Nokia, Aironet, Symbol và Lucent liên kết tạo thành liên minh tương thích Ethernet không dây VECA. Thuật ngữ WiFi ra đời, là tên gọi thống nhất để chỉ công nghệ kết nối cục bộ không dây đã được chuẩn hóa.

## Kiểm duyệt Internet
Một số quốc gia đã sử dụng nhiều biện pháp khác nhau để thực hiện công tác kiểm duyệt, lọc thông tin thông qua các nhà cung cấp dịch vụ Internet, như tại Iran, Trung Quốc, Turkmenistan, Syria, Triều Tiên, Việt Nam.